# Comuna Heilivșciîna, Ciornuhî
Heilivșciîna (în ucraineană Хейлівщина) este o comună în raionul Ciornuhî, regiunea Poltava, Ucraina, formată din satele Ceaplînka, Heilivșciîna (reședința), Novîi Artopolot și Oleksandrivka.

## Demografie
Componența lingvistică a comunei Heilivșciîna
     Ucraineană (99,35%)
     Alte limbi (0,65%)
Conform recensământului din 2001, majoritatea populației comunei Heilivșciîna era vorbitoare de ucraineană (99,35%), existând în minoritate și vorbitori de alte limbi.